# Praneda

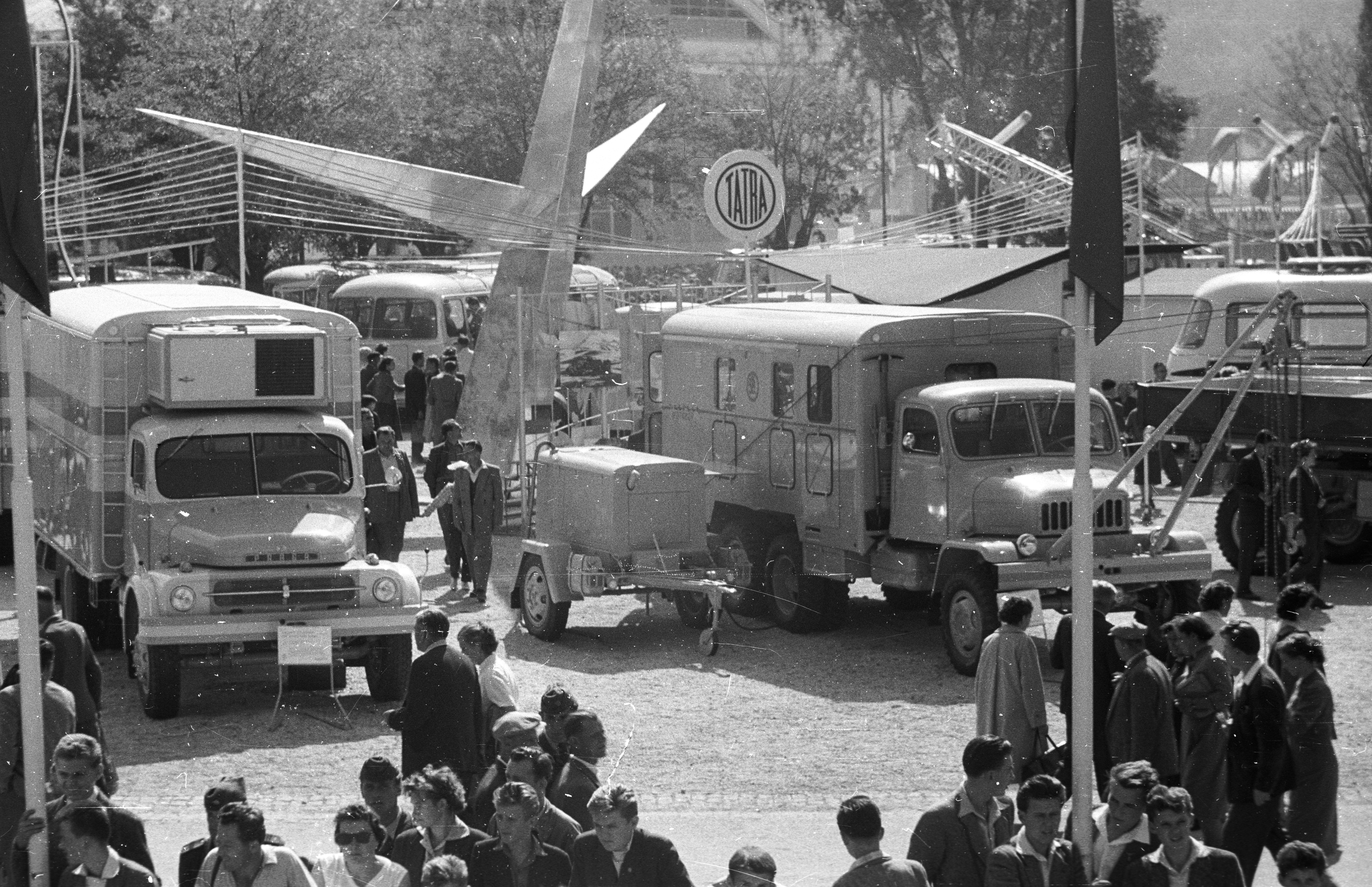
Praga-vrachtwagens op de internationale handelsbeurs in Brno, 1959.

Praneda is een voormalig importbedrijf van vrachtauto's, tractoren en landbouwmachines. Aanvankelijk gevestigd in Rotterdam, later in Papendrecht en ten slotte Nijmegen.

## Geschiedenis
Op zoek naar een goedkope kiepwagen werd door een Nederlandse transportondernemer in 1959 op een beurs de Praga V3S ontdekt. Het was een 6x6 die in 1953 in Tsjecho-Slowakije was geïntroduceerd en veel overeenkomst had met de beroemde 6x6 GMC CCKW uit de Tweede Wereldoorlog.
De Praga V3S was verhoudingsgewijs goedkoop (de prijs was destijds 31.900 Nederlandse gulden) en had 8 ton laadvermogen in de plaats van 6 ton van de GMC. De laadbak van de GMC was gemakkelijk over te zetten en verder had de Praga een hoogliggend cardan met 40 cm vrije hoogte (ideaal in zandsporen) en lage gearing (geschikt voor in het terrein). Daarbij was de Praga een nieuwe auto met minder kans op reparaties.

### Oprichting Praneda
De eerste auto’s werden verkocht via Praga Nederland te Schiedam. In 1961 werd PRAga NEDerland Automobielen (PRANEDA) opgericht waarin de heer Hoogstad, een grote zandtransporteur uit Rotterdam, voor de helft aandeelhouder werd. Hoogstad had ervaring met Praga omdat hij vier stuks uit de eerste serie had gekocht.
Praneda was gevestigd op het adres Opijnenstraat 12 te Rotterdam. De trucks werden over de weg en per trein via Station Schiedam aangevoerd. Na de opening van de vestiging in Son in 1965/’66 kwamen de trucks via Station Eindhoven. De vestiging in Son werd het adres voor gereedmaken en afleveren van de trucks en ook voor reparaties en het weer opbouwen van ingeruilde trucks.
Aanvankelijk werden de Tsjecho-Slowaakse banden en accu’s vervangen door Nederlandse producten. Ook was de Praga-motor met luchtkoeling en een vermogen van 105 pk niet bijzonder sterk. De kiepwagens hadden het in Nederland door de slappe bodem en de daardoor ontstane diepe sporen zwaar te verduren. Door VEGE uit Spijkenisse werden veel Ford- en DAF-ruilmotoren geleverd voor inbouw in de Praga’s. Vanaf 1964 konden de Praga’s direct met een Ford- of DAF-motor geleverd worden, waardoor men in 1966 de Praga V3S (chassis met cabine) aanbood voor 33.000 (met Ford-motor) respectievelijk 33.500 (met DAF-motor) gulden. Reparaties werden voortaan zoveel als mogelijk op de bouwplaats uitgevoerd. Praneda had rijdende servicewerkplaatsen bestaande uit Citroën HY’s.
Er zijn in Nederland behoorlijk veel Praga’s verkocht, naar schatting in totaal circa 400 stuks 6x6 van het type V3S. Hierna brak de periode van de 12-tons kiepwagens aan en daarmee zou Praneda nog een behoorlijke rol gaan spelen met het merk Tatra.

### Tatra en Zetor

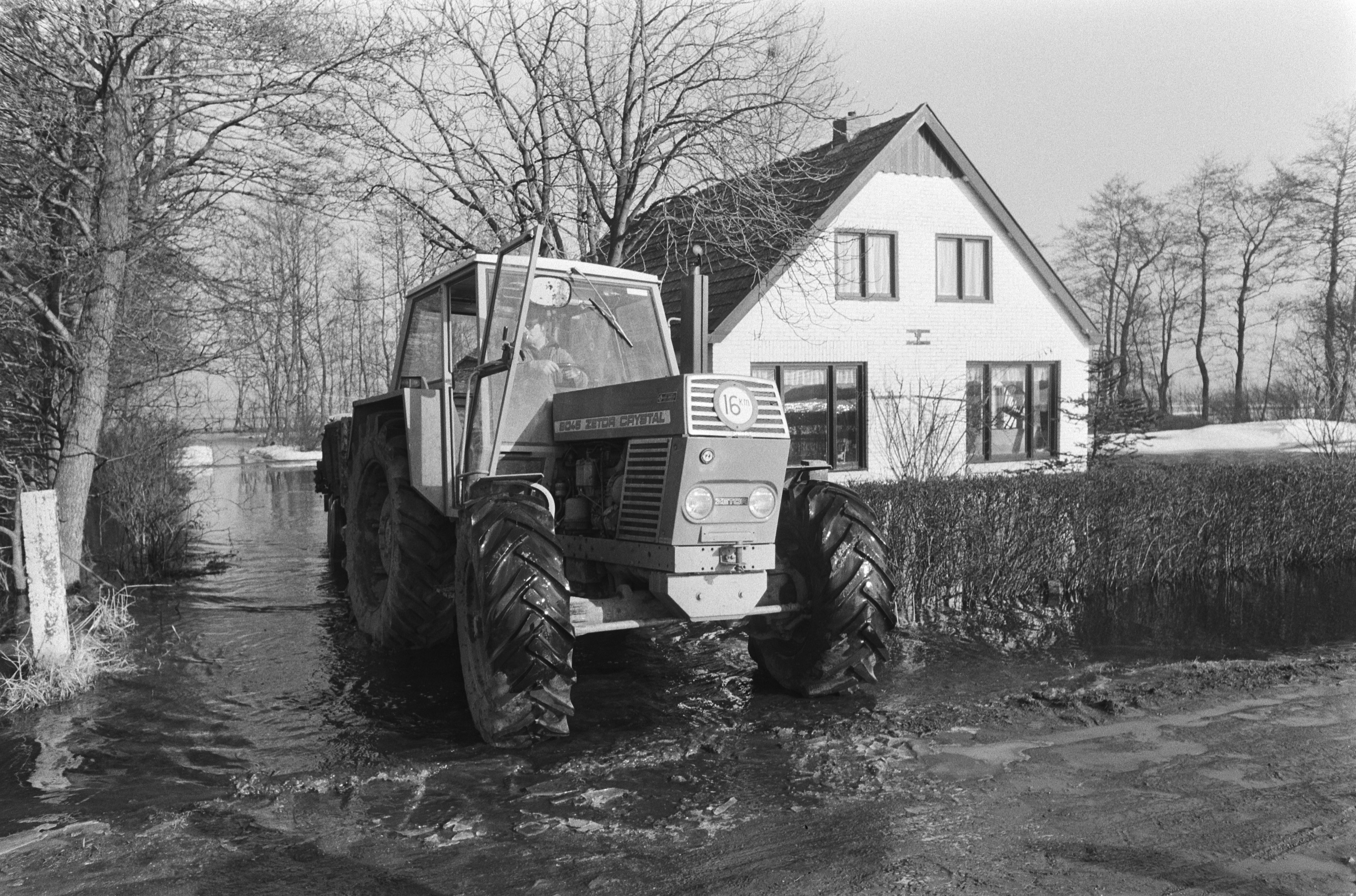
Zetor 8045 Crystal-tractor voor een Nederlands woonhuis in het water, 5 maart 1979.

Intussen was Praneda gevestigd op het adres Ketelweg 53-57 in Papendrecht en een volle dochteronderneming van Motokov uit Praag, het Tsjecho-Slowaakse staatsbedrijf dat verantwoordelijk was voor de export van motorvoertuigen, fietsen, landbouwwerktuigen en de daarvoor bestemde onderdelen. Naast Papendrecht had Praneda nevenvestigingen in Ommen en Beverwijk.
Vooral de bouw was in de jaren zestig en zeventig een belangrijke sector voor Praneda toen vele Tatra’s hun weg naar het zware terrein vonden. Het afstoten van de vrachtwagenactiviteiten als gevolg van de teruglopende conjunctuur en sterke concurrentie dwong Praneda echter een andere koers te varen. De import van Zetor-tractoren kwam centraal te staan.
In het begin van de jaren negentig was Praneda met de verkoop van Zetor-tractoren nog behoorlijk succesvol op de Nederlandse markt met een marktaandeel van 6-7%. Na de Fluwelen Revolutie werden alle activiteiten van het bedrijf verhuisd naar Nijmegen en naast andere Oost-Europese producten zoals ZTS, breidde Praneda het leveringsprogramma uit met Zwitserse, Canadese en Taiwanese merken zoals Hürlimann, HMT, Roadstar, Allied, Desta en Tailift.

### Overname door Slootsmid
Vanaf 1 december 2003 nam mechanisatiebedrijf Slootsmid uit Laren alle activiteiten over van het handelsbedrijf Praneda. Naast Zetor betrof dit de importeurschappen voor Trac-Lift-voorladers, Tailift-heftrucks, Farmet-grondbewerkingsmachines en AGS-zitmaaiers. Slootsmid werd voor de genoemde merken de importeur in de hele Benelux.